# Gloria Asumnu
Gloria Asumnu (Houston, 22 maggio 1985) è una velocista nigeriana.

## Palmarès
| Anno | Manifestazione          | Sede           | Evento      | Risultato  | Prestazione | Note |
| ---- | ----------------------- | -------------- | ----------- | ---------- | ----------- | ---- |
| 2011 | Mondiali                | Taegu          | 4×100 m     | 5ª         | 42"93       |      |
| 2011 | Giochi panafricani      | Maputo         | 100 m piani | Bronzo     | 11"26       |      |
| 2011 | Giochi panafricani      | Maputo         | 200 m piani | 5ª         | 23"81       |      |
| 2011 | Giochi panafricani      | Maputo         | 4×100 m     | Oro        | 43"34       |      |
| 2012 | Mondiali indoor         | Istanbul       | 60 m piani  | 6ª         | 7"22        |      |
| 2012 | Campionati africani     | Porto-Novo     | 100 m piani | Bronzo     | 11"28       |      |
| 2012 | Campionati africani     | Porto-Novo     | 200 m piani | Oro        | 22"93       |      |
| 2012 | Campionati africani     | Porto-Novo     | 4×100 m     | Oro        | 43"21       |      |
| 2013 | Mondiali                | Mosca          | 100 m piani | Semifinale | 11"44       |      |
| 2014 | Mondiali indoor         | Sopot          | 60 m piani  | 7ª         | 7"18        |      |
| 2014 | World Relays            | Nassau         | 4×100 m     | 4ª         | 42"67       |      |
| 2014 | Giochi del Commonwealth | Glasgow        | 100 m piani | 8ª         | 11"41       |      |
| 2014 | Giochi del Commonwealth | Glasgow        | 4×100 m     | Argento    | 42"92       |      |
| 2014 | Campionati africani     | Marrakech      | 100 m piani | 4ª         | 11"49       |      |
| 2014 | Campionati africani     | Marrakech      | 200 m piani | 5ª         | 23"31       |      |
| 2014 | Campionati africani     | Marrakech      | 4×100 m     | Oro        | 43"56       |      |
| 2015 | World Relays            | Nassau         | 4×100 m     | 7ª         | 42"99       |      |
| 2015 | Mondiali                | Pechino        | 4×100 m     | Batteria   | 43"89       |      |
| 2016 | Campionati africani     | Durban         | 100 m piani | 4ª         | 11"45       |      |
| 2016 | Giochi olimpici         | Rio de Janeiro | 100 m piani | Batteria   | 11"55       |      |
| 2016 | Giochi olimpici         | Rio de Janeiro | 4×100 m     | 8ª         | 43"21       |      |